# Гавриил (Чемодаков)
Архиепи́скоп Гаврии́л (в миру Георгий Львович Чемодаков; род. 2 июня 1961, Сидней) — архиерей Русской Православной Церкви Заграницей; с 14 мая 2008 года — архиепископ Монреальский и Канадский.

## Биография
Родился 2 июня 1961 года в Сиднее. Его отец, Лев Николаевич Чемодаков, был чтецом храма Покрова Пресвятой Богородицы в Кабраматте (РПЦЗ). Мать, Ольга Евгеньевна Авенариус, происходила из дворянской семьи обрусевших немцев. Оба они уехали в Австралию из Китая, из-за начала там гражданской войны. Его прадед по отцу, Гавриил Лучинин, был священником в Вятке.
В детстве на него повлиял протоиерей Ростислав Ган, который привил глубокую любовь к служению Церкви. По собственным воспоминаниям, «лет с 15-16 стали появляться мысли о том, чтобы стать священником».
Брат Георгия, Никита, который был на 10 лет его старше, окончил Свято-Троицкую семинарию в Джорданвилле. Под влиянием его рассказов Георгий сам решает поступить туда.
После окончания средней школы в Австралии, Георгий решил исполнить своё желание более активно участвовать в жизни Церкви и в 1980 году в Свято-Троицкую семинарию в Джорданвилле. Во время пребывания в семинарии год учился иконописи у известного иконописца русского Зарубежья — архимандрита Киприана (Пыжова); сам написал несколько икон.
Окончив семинарию в 1984 году, оставлен при ней преподавателем, и 4 года читал Церковную историю и курс русской культуры (для семинаристов нерусского происхождения), который разработал сам.
В 1989 году назначен келейником Первоиерарха РПЦЗ митрополита Виталия (Устинова), затем и епископа Манхэттенского Илариона (Капрала). На этом послушании пребывал до 1996 года, когда он был пострижен в монашество.

### Избрание и епископская хиротония
В январе 1996 года на заседании Архиерейского Синода РПЦЗ митрополит Виталий (Устинов) поднял вопрос о назначении правящего архиерея в Австралию. Митрополит рекомендовал на эту должность своего викария епископа Вашингтонского Илариона (Капрала), а также Георгия Чемодакова, трудившегося тогда в Синоде, которому предстояло принять монашеский постриг и стать викарным епископом Брисбенским.
В марте 1996 года был архиепископом Лавром (Шкурлой) был пострижен в монашество с именем Гавриил в честь своего прадеда священномученика Гавриила Лучинина.
В пятое воскресенье Великого поста 1996 года (31 марта) был рукоположён архиепископом Сиракузским и Троицким Лавром (Шкурлой) во иеродиаконы. Затем, в том же году, в праздник Входа Господня во Иерусалим (7 апреля) был рукоположён митрополитом Виталием (Устиновым) во иеромонахи.
Вечером 6 июля 1996 года в соборе Свято-Троицкого монастыря в Джорданвилле состоялось его наречение во епископа Брисбенского, викария Австралийской епархии, во время которой им было произнесено слово в присутствии митрополита Виталия (Устинова), архиепископа Антония (Медведева), архиепископа Лавра (Шкурлы), епископа Илариона (Капрала), братии монастыря, большого числа прихожан и паломников.
7 июля 1996 года в Свято-Троицком монастыре в Джорданвилле был хиротонисан во епископа Брисбенского, викария Сиднейской и Австралийско-Новозеландской епархии. Хиротонию совершили: Первоиерерх РПЦЗ митрополит Виталий (Устинов), архиепископ Сан-Францисский и Западно-Американский Антоний (Медведев), архиепископ Сиракузский и Троицкий Лавр (Шкурла), епископ Вашингтонский Иларион (Капрал), а также 2 иерарха греческого старостильного Синода Противостоящих — архиепископ Этнийский Хризостом (Гонсалес) и епископ Фотикийский Авксентий (Чапмен).

### Епископ Манхэттенский
5 октября того же года был переведён на Манхэттенское викариатство Восточно-Американской епархии и назначен заместителем секретаря Архиерейского Синода, так и не успев, будучи епископом Брисбенским, побывать в Брисбене.
В октябре 2001 года был назначен секретарём Архиерейского Синода. В декабре того же года назначен управляющим восточным благочинием Канадской епархии.
В начале и середине 2000-х годов имел репутацию противника сближения Русской Зарубежной Церкви с Московским Патриархатом. Сам он по этому поводу сказал: «Я никогда не был противником восстановления единства Русской Церкви. Однако, в те дни, в начале 2000-х, меня, как и других, очень тревожил возможный раскол в нашей Зарубежной Церкви, признаки которого были вполне явственно заметны. Несогласия в отношении к вопросу объединения коснулись и нашей паствы, и наших священнослужителей, и, в известной степени, наших архипастырей. Я постоянно думал, как не допустить разделений, как не растерять даже малой части пасомых».
27 января 2005 года решением Архиерейского Синода определён членом Предсоборной комиссии по устройству и проведению IV Всезарубежного Собора.
28 сентября — 6 октября 2005 года совершил паломническую поездку по святым местам России. 5 октября состоялась его встреча с Патриархом Московским и всея Руси Алексием II, прошедшая в тёплой атмосфере. В своих заявлениях и интервью в ходе поездки владыка Гавриил отмечал, что его позиция по вопросу объединения Русской Церкви после знакомства с реальной жизнью Русской Православной Церкви изменилась.

### Епископ Монреальский и Канадский
14 мая 2008 года на заседании Архиерейского Собора Русской Православной Церкви Заграницей было принято решение о переводе епископа Гавриила на Монреальскую кафедру и освобождении его от должности секретаря Архиерейского Синода.
31 августа 2009 года генеральный консул России в Нью-Йорке Сергей Гармонин вручил ему российский паспорт.
17 мая 2011 года на Архиерейском Соборе Русской Зарубежной Церкви возведён в сан архиепископа.
Решением состоявшегося 30 июня — 1 июля 2016 года Архиерейского Синода РПЦЗ назначен членом Попечительского совета Свято-Троицкой Духовной Семинарии от лица Архиерейского Синода.

## Награды
- Орден преподобного Сергия Радонежского II степени (2011)[17]
- Орден святителя Иннокентия, митрополита Московского и Коломенского II степени (2016)[18]
- Орден преподобного Серафима Саровского II степени (2021)[19]